# Quinta Paredes (estación)
La estación sencilla Quinta Paredes hace parte del sistema de transporte masivo de Bogotá, TransMilenio, inaugurado en el año 2000, posee 48 puestos de cicloparqueaderos y acceso vía puente peatonal, es la estación más cercana a la Embajada de Estados Unidos de América.

## Ubicación
Está ubicada sobre la Avenida El Dorado con carrera 45. Se accede a ella mediante un puente peatonal ubicado sobre esta vía.
Atiende la demanda de los barrios Quinta Paredes (al cual debe su nombre), Centro Administrativo Occidental y sus alrededores.
En sus cercanías están la sede de RTVC (Radio Televisión Nacional de Colombia), la Hemeroteca Nacional, la Embajada de Estados Unidos, la sede de Ingeominas y algunas dependencias del Ministerio de Transporte.

## Origen del nombre
La estación recibe su nombre el barrio que se encuentra al costado sur de la misma.

## Historia
Esta estación hace parte de la Fase III de TransMilenio que empezó a construirse a finales de 2009 y, después de varias demoras relacionadas con casos de corrupción, fue entregada a mediados de 2012.

## Servicios de la estación

### Servicios troncales
| Tipo                                | Rutas al Oriente | Rutas al Occidente | Rutas al Norte | Rutas al Sur |
| ----------------------------------- | ---------------- | ------------------ | -------------- | ------------ |
| Ruta fácil                          | 1                | 1                  |                |              |
| Expresos todos los días todo el día |                  | K43 K54            |                | G43 H54      |
| Expresos lunes a sábado todo el día |                  | K16                | B16            |              |

### Servicios duales
| Tipo                             | Rutas al Norte | Rutas al Occidente |
| -------------------------------- | -------------- | ------------------ |
| Dual lunes a domingo todo el día | M86            | K86                |

### Esquema
| ← Occidente |         |            |
| K43K86      | 1K16K54 | Carrera 45 |
| Vagón 2     | Vagón 1 |            |
| 1H54M86     | B16G43  | Carrera 45 |
| Oriente →   |         |            |

### Servicios urbanos
Así mismo funcionan las siguientes rutas urbanas del SITP en los costados externos a la estación, circulando por los carriles de tráfico mixto sobre la Avenida Eldorado, con posibilidad de trasbordo usando la tarjeta TuLlave:
| Código | Sector                    | Dirección             | Rutas                |
| ------ | ------------------------- | --------------------- | -------------------- |
| 417A06 | K Estación Quinta Paredes | Av. Eldorado - KR 45  | A127A319K505L149 T40 |
| 462A05 | K Hemeroteca Nacional     | Av. Eldorado - KR 44A | C127C149K319 T40     |

## Ubicación geográfica
| Noroeste: Teusaquillo | Norte: D Carrera 47         | Nordeste: Teusaquillo |
| Oeste: K Gobernación  |                             | Este: K Corferias     |
| Suroeste: Teusaquillo | Sur: F Carrera 43 - COMAPAN | Sureste: Teusaquillo  |